# Poggiorsini
Poggiorsini ist eine südostitalienische Gemeinde (comune) mit 1271 Einwohnern (Stand 31. Dezember 2023) in der Metropolitanstadt Bari in Apulien. Die Gemeinde liegt etwa 57 Kilometer südwestlich von Bari und etwa 33,5 Kilometer südsüdwestlich von Andria im Parco nazionale dell'alta Murgia. Poggiorsini grenzt unmittelbar an die Provinzen Potenza und Barletta-Andria-Trani.

## Geschichte
Der Gegend um Poggiorsini kommt hier auf einem Plateau in der Murgia eine strategische Bedeutung zu. Vermutlich fanden sich schon frühe Siedlungen oder wenigstens Befestigungsanlagen in früherer Zeit. Erstmals urkundlich erwähnt wird Poggiorsini 1129.
Später erhielt die Familie Orsini die Gegend als Lehen.